# Erik ten Voorde
Erik ten Voorde (14 juni 1968) is een Nederlands voormalig voetballer. Hij stond onder contract bij sc Heerenveen, FC Zwolle en SC Heracles '74. Hij speelde als middenvelder.

## Statistieken
| Seizoen | Club            | Land      | Competitie     | Wed. | Goals |
| ------- | --------------- | --------- | -------------- | ---- | ----- |
| 1990/91 | sc Heerenveen   | Nederland | Eredivisie     | 4    | 0     |
| 1991/92 | sc Heerenveen   | Nederland | Eerste divisie | 12   | 2     |
| 1992/93 | sc Heerenveen   | Nederland | Eerste divisie | 7    | 1     |
| 1993/94 | sc Heerenveen   | Nederland | Eredivisie     | 9    | 0     |
| 1993/94 | → FC Zwolle     | Nederland | Eerste divisie | 5    | 1     |
| 1994/95 | SC Heracles '74 | Nederland | Eerste divisie | 4    | 0     |
| Totaal  | Totaal          | Totaal    | Totaal         | 18   | 2     |